# المدرسة الشكلية الروسية

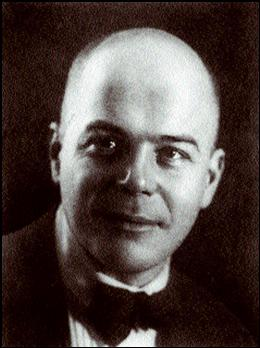

المدرسة الشكلية الروسية كانت أحد المذاهب المؤثرة في ميدان النقد الأدبي في روسيا في الفترة بين العام 1915 و1930, وهي تشتمل على أعمال العديد من المفكرين الروس ذوي التأثير الكبير على الساحة الأدبية مثل فيكتور شيكلوفسكي ويوري تينيانوف وبوريس أيشينباوم ورومان جاكوبسون وجريكوري فينكور، وهي أسماء أحدثت ثورة في ميدان النقد الأدبي بين العام 1914 حتى الثلاثينيات وذلك يرجع إلى جهودهم التي بذلوها للتأكيد على خصوصية لغة الشعر والأدب واستقلاليتها. وقد كان للمدرسة الشكلية الروسية أثر كبير على العديد من المفكرين مثل مايكل باختين ويوري لوتمان، بالإضافة إلى تأثيرها على المدرسة البنيوية بأكملها. وقد كان لأعضاء هذه الحركة الأدبية وأعمالهم انعكاسات على صعيد النقد الأدبي الحديث أثناء تطور المدرسة البنيوية وما بعد البنيوية. 
وتعد الشكلية الروسية حركة متشعبة لا يجمع مناصريها فكرة موحدة ولا أهداف واضحة لجهودهم وأعمالهم، وهي تجمع في واقع الأمر بين مؤسستين أدبيتين في ذلك الحين وهما جمعية دراسة اللغة الشعرية في سانت بطرسبرغ والدائرة اللغوية في موسكو، ولذلك فإنه من الأصح أن نتكلم عن الشكليين الروسيين بدل استخدام مصطلح الشكلية الروسية. 
ويذكر أن أول من أطلق مصطلح الشكلية هم المناهضون لهذه الحركة، وهو مصطلح يشير إلى معان يرفضها الشكليون أنفسهم. 
ويتعجب بعض الباحثين مثل رادو سيردالسكو من الظروف التي أحاطت بنشأة الشكلية الروسية، لأنها تعد سابقة في تاريخ النقد الأدبي في اجتماع عدد من النقاد على هدف محدد وهو الوصول إلى تحديد منهج موضوعي (Objective Method) يمكن من خلاله دراسة الأدب وسماته التي تميزه عن غيره على نحو أقرب إلى الأسلوب العلمي وذلك في مقابل رفض الاتجاهات التي كانت سائدة من قبل. فكان الأدب قبل الشكلية الروسية يعامل على أنه صورة مرآتية عن سيرة المؤلف وخلفيته أو توثيقاً تاريخياً أو اجتماعياً، أما الشكليون فيعلنون أن الأدب منتج له استقلاليته وخصوصيته (Autonomous Product).

## أهم الأفكار
هنالك اهتمام كبير في الشكلية الروسية على وظيفة الأدوات الأدبية المستخدمة وتتبع نشأتها في التاريخ الأدبي. وقد وضع الشكليون الروس طريقة علمية لدراسة لغة الشعر واستبعدوا المناهج النفسية والثقافية التاريخية في دراسة الشعر والتي كانت سائدة حينها. وقد كان هنالك مبدءان اثنان في دراسة الأدب في المدرسة الشكلية الروسية وهما: الأدب نفسه، أو السمات الأدبية التي تميز الأدب عما سواه من الأنشطة البشرية، والتي يجب أن تشكل الأساس التي تتوجه لدارسته النظرية الأدبية، أما المبدأ الثاني فهو «الحقائق الأدبية» والتي يجب أن تعطى الأولوية فوق المسلمات الميتافيزيقية في النقد الأدبي سواء كانت فلسفية أو جمالية أو نفسية. وقد تم تطوير العديد من النماذج لتحقيق هذه الأهداف. 
وقد كان هنالك توافق بين الشكليين على الطبيعة المستقلة للغة الشعر وخصوصيتها كموضوع يخضع للدارسة في النقد الأدبي. وقد سعى الشكليون بشكل خاص إلى تحديد السمات الخاصة باللغة الشعرية، سواء كان ذلك في الشعر أو في النثر، والتي يمكن معرفتها من خلال تحديد البعد الفني فيها والعمل على تحليلها. فكان هنالك اتفاق على رفض الصورة النمطية التي تقول بأن الشعر فكرة مصورة مجازياً، وانتقل الشكليون إلى دراسة أدبية الأدب بدل دراسة الأدب، والتركيز على الأدب من ناحية ما هو أدب بدل اعتباره وسيطاً ينتقل من خلاله أمر آخر.

## الشكلية الميكانيكية
انصب اهتمام جمعية دراسة اللغة الشعرية والتي يتزعمها فيكتور شيكلوفسكي على الطرق الشكلية والتركيز على التقنيات والأدوات، وقد ألف كتاباً أسماه (الفن كصنعة Art as Device) «تمثل الأعمال الأدبية وفقاً لهذا النموذج آلات ميكانيكية: فهي نتيجة جهد بشري مقصود يتم فيه استخدام المهارات الخاصة لتحويل المواد الخام إلى آلة معقدة مناسبة لغرض ما» (ستاينر، «الشكلية الروسية» ص 18). ويجرد هذا المنهج المنتج الأدبي من ارتباطه المشترك بالمؤلف والقارئ والخلفية التاريخية. 
وقد وضح شيكلوفسكي هذه المنهجية حيث أشار إلى أن الفن هو تفاعل الأدوات الأدبية والفنية التي يستخدمها الفنان لإنتاج أعماله. وقد كان هدف شيكلوفسكي في هذا أن يفند ما كان شائعاً في الأوساط الأدبية في روسيا في ذلك الحين حيث كان يعتبر الأدب منتجاً اجتماعياً أو سياسياً حيث كانت تخضع في تفسيرها وفهمها للخلفية التاريخية والاجتماعية، كما كان الأدب يعد تعبيراً شخصياً عن نظرة المؤلف للعالم يوضحها من خلال توظيف الصور والرموز. ولذلك كان يسعى شيكلوفسكي إلى تحديد وتوضيح خصوصيات الأدب أو اللغة الشعرية الأدبية، والتي اعتبرها الأدوات التي يمكن من خلالها الحصول على الجانب الفني في الأدب.
ولكنه لا يوجد توافق بين الشكليين أنفسهم حول هذه الأدوات وما يمكن اعتباره أداة فنية، كما لا يوجد توافق بينهم على طريقة استخدامها أو توظيفها أو حتى طريقة تحليلها في نص من النصوص. إلا أنهم يشتركون في فكرة عامة واحدة وهي أن اللغة الشعرية (الأدبية) تمتلك خصائص محددة يمكن تحليلها.

## الشكلية العضوية
رداً على القيود التي فرضتها الشكلية الميكانيكية قام بعض الشكليين الروسيين باعتماد النموذج العضوي. «حيث استغلوا أوجه الشبه بين الأجسام العضوية والمظاهر الأدبية بطريقتين مختلفتين: من ناحية انطباقها على الأعمال الفردية والأنواع الأدبية» (ستاينر «الشكلية الروسية» 19).
وقد وفر قياس الظواهر البيولوجية مع النظرية الأدبية الإطار المرجعي لدراسات الأنواع الأدبية ونقد الأنواع الأدبية. ولكن هذه المدرسة قد فشلت كالشكلية الميكانيكية لتفسير التغيرات الأدبية والتي تؤثر على الأدوات ووظائفها والأنواع الأدبية.

## الشكلية النظامية
اشتملت المدرسة الشكلية النظامية على الجانب الزمني في النقد الأدبي. ومن أهم الشخصيات في هذا النموذج هو يوري تينيانوف.

## الشكلية اللغوية
لم يكن هنالك اعتبار كبير لدور شخصيتي الكاتب والقارئ عند جاكوبسون وليف جاكوبينسكي. وكان الناشطون في هذا الاتجاه مهتمين كثر ما يكون باللغة الشعرية كأساس لدراستهم وبحثهم. وكان من المعروف أن جاكوبسون يرفض العاطفة كأساس للأدب، فهي ثانوية في وجهة نظره وتعتمد بشكل أساسي على الحقائق اللغوية الصرفة. 
وفرق المفكرون في هذه المنهجية بين اللغة الشعرية واللغة العملية (Poetic Language and Practical Language), فالأخيرة تستعمل في التواصل اليومي بين الناس لإيصال المعلومات. أما اللغة الشعرية فيكون للارتباطات اللغوية في الخطاب قيمة ذاتية. فالعمل الأدبي يتجاوز نفسية الكاتب والقارئ ويصبح له وجوداً مستقلاً بمجرد وضعه وإنشاءه.

## جهود الشكليين لتعريف الأدب
يعرف جاكوبسون الأدب بأنه «عنف منظم يرتكب في حق الخطاب الاعتيادي». فالأدب يشكل بعداً عن الحديث اليومي بين الناس ويحاول أن يبعث السمات التي يهملها الخطاب الاعتيادي الطبيعي ويعززها ويركز عليها. فالأدب عند الشكليين مختلف عن غيره لأنه وبعبارة بسيطة «مختلف». 
ويؤكد الشكليون على أنه لا بد للأدب أن يحث القارئ ويبعثه على التمهل والتوقف ليلاحظ السمات الدقيقة التي لا بد أن سيتجاهلها إن لم يتنبه لها، فلا يمكن للقارئ أن يقرأ الأدب قراءة تصفحية سريعة لأن اللغة الشعرية لم تكتب ليتم تصفحها والمرور عليها مروراً عابراً. والأدب عند الشكليين يساعد على إحياء الوعي اللغوي لدى القارئ لأن الخطاب اليومي العملي يجعل تفاعلنا مع اللغة مع مرور الوقت خاملاً متبلداً، والأدب هو الذي يساعد على بعث هذا الوعي من جديد وتنشيط هذه الاستجابات العفوية وجعل الأمور أكثر وضوحاً.

## أثر المدرسة الشكلية الروسية على الصعيد الأدبي
كان للشكلية الروسية أثر كبير في لفت الأنظار إلى الإشكالات الأساسية في النقد الأدبي والدراسة الأدبية، من ناحية الموضوع بالدرجة الأولى، حيث غيرت الشكلية كثيراً من المفاهيم التي تدور حول العمل الأدبي وطبيعته، وأرجعت القضية إلى أجزائها الأساسية التي يمكن الانطلاق منها. 
كما ساعدت الاتجاهات المتعددة في الشكلية الروسية ما تقارب منها من بعضه وما تباعد على ظهور مدرسة براغ البنيوية في منتصف العشرينيات، وكانت أنموذجاً للجناح الأدبي في المدرسة البنيوية الفرنسية في الستينيات والسبعينيات في القرن العشرين.

## وصلات خارجية
- http://www.alhawali.com/index.cfm?method=home.SubContent&contentID=286
- http://www.aljabriabed.net/fikrwanakd/n09_06buhsan.htm